# Chris Williams
Christopher James Williams  (Tarrytown, New York 2 de noviembre de 1967) es un actor estadounidense, actor de voz y comediante. Protagonizó a "Eddie" en la serie de CBS The Great Indoors. Él es el hermano menor de Vanessa Williams. 

## Filmografía

### Películas
| Año  | Título                             | Rol                       | Notas              |
| ---- | ---------------------------------- | ------------------------- | ------------------ |
| 1994 | Blankman                           | Producción                |                    |
| 1995 | Major Payne                        | Marksman                  |                    |
| 1995 | Nothing Lasts Forever              | Brother at Funeral        | Cortometraje       |
| 1997 | Nice Guys Sleep Alone              | TV Testimonial #2         |                    |
| 2000 | The Courage to Love                | Master of Ceremonies      | Cortometraje       |
| 2001 | A Kitty Bobo Show                  | Paul Dog (voice)          | Cortometraje       |
| 2001 | Octopus 2: River of Fear           | Payton / X-Ray            |                    |
| 2002 | Friday After Next                  | Broadway Bill             |                    |
| 2003 | Tracey Ullman in the Trailer Tales | Asistente de Director     | Televisión film    |
| 2004 | Pixel Perfect                      | Daryl Fibbs               | Cortometraje       |
| 2004 | Dodgeball: A True Underdog Story   | Dwight                    |                    |
| 2005 | The World's Fastest Indian         | Tina                      |                    |
| 2005 | Bam Bam and Celeste                | Malik                     |                    |
| 2006 | Scary Movie 4                      | Marcus                    | Sin acreditar      |
| 2007 | Look                               | George Higgins            |                    |
| 2007 | Urban Decay                        | 2-Much                    |                    |
| 2009 | Still Waiting...                   | Chuck                     | Directo para video |
| 2009 | The Joneses                        | Billy                     |                    |
| 2010 | Lottery Ticket                     | Doug                      |                    |
| 2010 | The Confidant                      | Ozzie                     |                    |
| 2013 | Dealin' with Idiots                | Bengal Bob                |                    |
| 2013 | The Best Man Holiday               | Dr. Nelson (voz)          |                    |
| 2014 | Squatters                          | Detective                 | Directo para vídeo |
| 2014 | Sex Ed                             | Rev. Hamilton             |                    |
| 2014 | Grumpy Cat's Worst Christmas Ever  | Lance the Hamster (voice) | Cortometraje       |
| 2016 | Jimmy Vestvood: Amerikan Hero      | ICE Agent                 |                    |

### Televisión
| Año          | Título                         | Rol                    | Notas                                                            |
| ------------ | ------------------------------ | ---------------------- | ---------------------------------------------------------------- |
| 1992         | The Fresh Prince of Bel-Air    | Paramedic #1           | Episode: "A Funny Thing Happened on the Way Home from the Forum" |
| 1993         | Where I Live                   | Boyfriend              | Episode: "Opposites Attack"                                      |
| 1994         | All-American Girl              | Waiter                 | Episode: "Loveless in San Francisco"                             |
| 1995         | JAG                            | Helmsman               | Episode: "Shadow"                                                |
| 1995         | Cybill                         | Piano Bar Waiter       | Episode: "Nice Work If You Can Get It"                           |
| 1996         | Martin                         | Donnie                 | Episode: "The Bodyguard"                                         |
| 1996         | Buddies                        | Eddie                  | Episode: "John, I've Been Thinking"                              |
| 1997         | The Pretender                  | Derek Kobey            | Episode: "Ranger Jarod"                                          |
| 1997         | Profiler                       | Attendant              | Episode: "Shadow of Angels: Part 2"                              |
| 2000–01      | Hype                           | Various                | 16 episodes                                                      |
| 2002, 2017   | Curb Your Enthusiasm           | Krazee-Eyes Killa      | 2 episodes                                                       |
| 2003         | Hey Monie!                     | Raekwon                | Episode: "Getta Life"                                            |
| 2004         | The Shield                     | Agent Quigley          | Episode: "Playing Tight"                                         |
| 2004         | Reno 911!                      | Blind Witness          | Episode: "Security for Kenny Rogers"                             |
| 2004         | Listen Up!                     | Willie                 | Episode: "Cool Jerk"                                             |
| 2005         | CSI: Crime Scene Investigation | Lt. Reed Owens         | Episode: "Committed"                                             |
| 2006         | Weeds                          | Tyrell                 | Episode: "Cooking with Jesus"                                    |
| 2007         | Monk                           | Agent Thorpe           | Episode: "Mr. Monk and the Really, Really Dead Guy"              |
| 2007         | The Wedding Bells              | Ralph Snow             | 7 episodes                                                       |
| 2007–11      | Californication                | Todd Carr              | 5 episodes                                                       |
| 2008         | The Boondocks                  | Homo D (voice)         | Episode: "The Story of Gangstalicious: Part 2"                   |
| 2008         | CSI: Miami                     | Peter Cullen           | Episode: "Down to the Wire"                                      |
| 2009         | WordGirl                       | Judge                  | Episode: "Granny Mayor/Tobey Goes Good"                          |
| 2009         | 24                             | Phil                   | 2 episodes                                                       |
| 2009         | Sherri                         | Doug Davis             | Episode: "All in the Timing"                                     |
| 2010         | Ugly Betty                     | Wilhediva Hater Robert | Episode: "Chica and the Man"                                     |
| 2012         | Bones                          | Mike Grassley          | Episode: "The Suit on the Set"                                   |
| 2012         | Animal Practice                | Hubert Queel           | Episode: "The Two George Colemans"                               |
| 2012         | Happy Endings                  | Officer Sommers        | Episode: "Boys II Menorah"                                       |
| 2012–14      | Family Time                    | Todd Stallworth        | 6 episodes                                                       |
| 2013         | Hot in Cleveland               | Dr. Greenly            | Episode: "Corpse Bride"                                          |
| 2014         | Satisfaction                   | Lawrence               | 5 episodes                                                       |
| 2015         | One Big Happy                  | Roy                    | 6 episodes                                                       |
| 2016         | 2 Broke Girls                  | Perry Tyler            | Episode: "And the Lost Baggage"                                  |
| 2016         | Dice                           | Marvin                 | 2 episodes                                                       |
| 2016         | Better Things                  | Modi                   | 2 episodes                                                       |
| 2016–17      | The Great Indoors              | Eddie                  | 22 episodes                                                      |
| 2016–present | Silicon Valley                 | Hoover                 | 16 episodes                                                      |
| 2018         | Legends & Lies                 | Bill Baker             | Documentary                                                      |

### Videojuegos
| Year | Title                           | Role                          |
| ---- | ------------------------------- | ----------------------------- |
| 2002 | Minority Report: Everybody Runs | Ben Moseley                   |
| 2005 | Crash Tag Team Racing           | Crunch Bandicoot              |
| 2005 | Need for Speed: Most Wanted     | Sergeant Cross                |
| 2006 | Saints Row                      | Marshall Winslow, Radio Voice |
| 2006 | Open Season                     | Boog, Duck #3, Security Guard |
| 2006 | Pimp My Ride                    | Various                       |
| 2007 | Spider-Man 3                    | Additional Voices             |
| 2007 | Surf's Up                       | Boog                          |
| 2007 | Crash of the Titans             | Crunch Bandicoot, Tiny Tiger  |
| 2008 | Crash: Mind Over Mutant         | Crunch Bandicoot              |
| 2012 | Syndicate                       | Additional Voices             |

## Premios y distinciones
Premios Óscar
| Año  | Categoría                   | Película   | Resultado |
| ---- | --------------------------- | ---------- | --------- |
| 2015 | Mejor Película de Animación | Big Hero 6 | Ganador   |